# Emmanuel Ogu
Emmanuel Ogu (25 de febrero de 1964) es un deportista nigeriano que compitió en taekwondo. Ganó una medalla de plata en los Juegos Panafricanos de 1991 en la categoría de –54 kg.

## Palmarés internacional
| Juegos Panafricanos | Juegos Panafricanos | Juegos Panafricanos | Juegos Panafricanos |
| Año                 | Lugar               | Medalla             | Categoría           |
| ------------------- | ------------------- | ------------------- | ------------------- |
| 1991                | El Cairo (Egipto)   | Medalla de plata    | –54 kg              |